# Maithilština
Maithilština je indoárijský jazyk, kterým se mluví v částech indických států Bihár a Džhárkhand a v nepálských provinciích Kóší a Madhéš. Je jedním z 22 oficiálních regionálních jazyků jazyků Indie. Píše se především písmem dévanágarí.

## Ukázka jazyka
Deklarace lidských práv v maithilštině:

### Všeobecná deklarace lidských práv
| maithilština v písmu tirhuta    | 𑒁𑒢𑒳𑒔𑓂𑒕𑒹𑒠 𑓑: 𑒮𑒦 𑒧𑒰𑒢𑒫 𑒖𑒢𑓂𑒧𑒞𑓁 𑒮𑓂𑒫𑒞𑒢𑓂𑒞𑓂𑒩 𑒁𑒕𑒱 𑒞𑒟𑒰 𑒑𑒩𑒱𑒧𑒰 𑒂 𑒁𑒡𑒱𑒏𑒰𑒩𑒧𑒹 𑒮𑒧𑒰𑒢 𑒁𑒕𑒱। 𑒮𑒦𑒏𑒹𑒿 𑒁𑒣𑒢–𑒁𑒣𑒢 𑒥𑒳𑒠𑓂𑒡𑒱 𑒂 𑒫𑒱𑒫𑒹𑒏 𑒕𑒻𑒏 𑒂𑒍𑒩 𑒮𑒦𑒏𑒹𑒿 𑒋𑒏 𑒠𑒼𑒮𑒩𑒏 𑒣𑓂𑒩𑒞𑒱 𑒮𑒾𑒯𑒰𑒩𑓂𑒠𑒣𑒴𑒩𑓂𑒝 𑒫𑓂𑒨𑒫𑒯𑒰𑒩 𑒏𑒩𑒥𑒰𑒏 𑒔𑒰𑒯𑒲।                                                                                  |
| maithilština v písmu dévanágarí | अनुच्छेद १: सभ मानव जन्मतः स्वतन्त्र अछि तथा गरिमा आ अधिकारमे समान अछि। सभकेँ अपन–अपन बुद्धि आ विवेक छैक आओर सभकेँ एक दोसरक प्रति सौहार्दपूर्ण व्यवहार करबाक चाही।                                                                                  |
| maithilština v IAST             | Anuccheda Eka: Sabha mānaba janmataha svatantra achi tathā garimā ā adhikārme samāna achi. Sabhkẽ apana-apana buddhi ā bibeka chaika āora sabhkẽ eka dosarāka prati sauhardapurna byabahāra karabāka cāhī. |
| česky                           | Všichni lidé se rodí svobodní a sobě rovní co do důstojnosti a práv. Jsou nadáni rozumem a svědomím a mají spolu jednat v duchu bratrství.                                                                 |